# Ersta diakoni

Ersta diakoni (egentligen Ersta diakonisällskap) är en ideell förening som arbetar för och med människor i utsatta livssituationer. Utifrån en kristen helhetssyn på människan bedriver de sjukvård, social verksamhet samt utbildning och forskning. Ersta diakoni är en fristående ideell förening. Ordet diakoni kommer från grekiskan och betyder "att tjäna". Föreningen har i dag cirka 1 700 anställda.

## Historik
Ersta diakoni inledde sin verksamhet 1851, då man startade ett sjukhus på Kungsholmen i Stockholm. Det ursprungliga namnet var Svenska diakonissanstalten, vilket senare ändrades till Ersta diakonissanstalt och därefter till Ersta diakonianstalt. 1863 flyttade man sjukhusverksamheten till Stora Ersta på Södermalm.
1849 hade Svenska diakoniss-sällskapet stiftats av ett sällskap inom den lågkyrkliga väckelserörelsen för beredande av diakonissanstalten. Syftet var enligt stadgarna "att genom dess i Stockholm stiftade diakonissanstalt till församlingens tjänst för sjukas, nödlidandes el. eljest hjälpbehövandes vård och undervisning fostra och utbilda kristliga kvinnor av evangelisk-lutherska bekännelsen". Ersta diakoni har lokaler vid Erstagatan på Södermalm i Stockholm. I den vidsträckta anläggningen ingår två byggnader som ursprungligen utgjorde delar av Ersta malmgård från 1600-talets andra hälft. Anläggningen kom i Diakonisällskapets ägo år 1862.
Erstas första föreståndare var Marie Cederschiöld som utbildades på diakonissanstalten i Kaiserswerth i Tyskland. Verksamheten startades upp under små omständigheter på två olika adresser på Kungsholmen. Andra föreståndaren, från 1862, var Johan Christofer Bring. Ledarskapet delades då upp på en föreståndare samt en föreståndarinna. Positionen som föreståndarinna fanns kvar till år 2000. Senare tiders föreståndare har ofta benämnts direktorer. 
Magnus Huss, överläkare på Serafimerlasarettet, fungerade som rådgivare till Ersta sjukhus. Han avslutade sitt uppdrag 1865. Efterträdaren A.F. Melander tog mer aktiv del i verksamheten, som kliniskt praktiserande läkare. Mårten Sondén var Erstas läkare mellan 1876 och 1897.

## Lista över föreståndare och direktorer[4]
- 1851–1862 Marie Cederschiöld
- 1862–1898 Johan Christoffer Bring
- 1899–1909 Ernst Lönegren
- 1910–1936 Johannes Norrby
- 1936–1941 Dick Helander
- 1942–1949 Sven Danell
- 1949–1959 Sven-Åke Rosenberg
- 1959–1962 David Lindquist
- 1963–1978 Yngve Iverson
- 1978–1986 Bengt Wadensjö
- 1987–1995 Anders Wejryd
- 1995–1999 Staffan Hellgren
- 2000–2009 Thorbjörn Larsson
- 2009–2009 Cecilia Nyberg
- 2010– Stefan Nilsson